# Парламентские выборы во Франции (июль 1871)
Парламентские выборы в первую Национальную ассамблею Третьей республики в июле 1871 года во Франции представляли собой частичные выборы, проходившие 2 июля в один тур. Из-за многочисленных уходов в отставку и гибели депутатов 114 мест оказались вакантными. Практически все места достались республиканцам. До следующих парламентских выборов 1876 года было переизбрано ещё 70 депутатов.

## Результаты
| Партия        | Места |
| ------------- | ----- |
| Республиканцы | 99    |
| Монархисты    | 12    |
| Бонапартисты  | 3     |
| Всего         | 114   |